# Anders Hedenberg

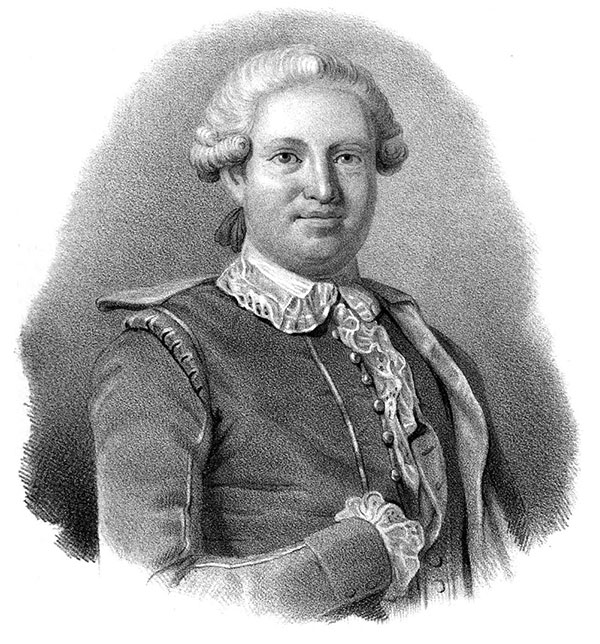
Anders Hedenberg. Litografi av Otto Wallgren.

Anders Hedenberg, född 5 april 1737 i Stockholm, död där 19 december 1798, var en svensk läkare och kemist samt en av Linnés lärjungar.

## Biografi
Anders Hedenberg var son till bryggaren Olof Hedenberg i Stockholm och Maria Pastor. Han blev student vid Uppsala universitet 1751 och blev där medicine doktor 1760. Han anställdes därefter som hovmedikus, fortsatte 1763 studierna som auskultant vid Bergskollegium där han sedermera blev proberare. Samtidigt som han förkovrade sig i kemi vid Bergskollegium kvarblev han vid hovet, där han 1764 blev arkiater åt hertig Karl av Södermanland. Året därefter instiftade han Innocenceorden. Han medföljde hertigen 1770 på dennes resa till Tyskland, Holland och Frankrike. Till hans läkargärningar hör att han vårdade drottning Lovisa Ulrika under hennes sista tid. Åe 1793 blev Hedenberg lärare i kemi vid Karlberg och assessor vid Collegium medicum, samt invaldes 1798 i Vetenskapsakademien.
Hedenberg var gift med Anna Catharina Lewin, vars far var grosshandlare och brukspatron. Deras ene son, Carl August, adlades von Hedenberg, och deras andre son överflyttade till Ryssland och upptogs som adelsman på Finlands riddarhus under namnet Hedenberg. Döttrarna gifte sig med varsin friherre, af Schmidt och Rehbinder.